# Alexandre Lacazette
Alexandre Lacazette (født 28. maj 1991) er en fransk professionel fodboldspiller, som til dagligt spiller for Olympique Lyon. Han spiller også for det franske fodboldlandshold.

## Karriere

### Olympique Lyon
Lacazette er født i Lyon og har spillet i byen gennem hele sin opvækst. Han startede i den lokale klub Elan Sportif i en alder af 7 år, inden han i 2003 kom til Olympique Lyon som ungdomsspiller. Han fik debut for førsteholdet den 5. maj 2010 i en kamp mod AJ Auxerre.
Fra begyndelsen af sæsonen 2010-11 trænede han fast med klubbens førstehold, men spillede i sæsonen først og fremmest for reserveholdet, men fik dog også ni kampe for førsteholdet, og han scorede sit første mål i Ligue 1 30. oktober 2010 i en hjemmekamp mod FC Sochaux. De følgende sæsoner var Lacazette fast mand på holdet, og specielt i sine sidste tre sæsoner i klubben scorede han flittigt; således scorede han i samtlige turneringer i 2016-17 i alt 36 mål.

### Arsenal
Den 5. juli 2017 offentliggjorde Arsenal at de havde købt Lacazette, og givet ham en femårig kontrakt - indtil sommeren 2022.

### Olympique Lyon
Efter kontrakten med Arsenal udløb, vendte Lacazette retur til fødebyens klubhold og skrev under på en 3-årig kontrakt.

## Landshold
Lacazette har spillet på samtlige franske ungdomshold fra U/16, i alt 58 kampe, og han var med til at vinde U/19-EM i 2010 for Frankrig U/19. I juni 2013 fik han debut for A-landsholdet, hvor han pr. maj 2018 har spillet 16 landskampe. Han var dog ikke med i Frankrigs landsholdstrup til VM-slutrunden 2018.